# Семёнов, Виктор Александрович (генерал, СССР)
Виктор Александрович Семёнов (1897, Выборг — 1976) — советский военный и учёный, стратонавт, генерал-майор (1961), доктор технических наук (1944), профессор.
Автор более 50 научных трудов, в том числе учебников «Механика свободного аэростата» и «Механика управляемого аэростата».

## Биография
Родился 19 ноября 1897 года в Выборге.
Служил в Русской императорской армии, в Первую мировую войну командовал саперным взводом. После Октябрьской революции, с 1918 года, находился на службе в РККА. Участник Гражданской войны в России. По 1921 год служил в составе Полевого штаба РВСР.
В 1926 году окончил Военно-воздушную академию РККА им. проф. Н. Е. Жуковского. Весной 1927 года вместе с И. И. Зыковым осуществил полёт на аэростате «ОСО Авиахим СССР». В 1929 году окончил адъюнктуру этой же академии. По окончании адъюнктуры вел преподавательскую работу по высшей математике в Военно-воздушной академии. После открытия в академии в 1931 году воздухоплавательной специализации, до 1933 года В. А. Семёнов читал курс математической теории устойчивости воздушных кораблей. После образования в 1934 году в академии кафедры воздухоплавания, до 1960 года служил её начальником, преподавал курсы механики свободного аэростата и динамики полета дирижабля. В 1930-х годах по расчетам Семёнова производился запуск первого советского стратостата «СССР-1». Он был в числе первого экипажа стратостата «СССР-3». Звание бригадный инженер ему было присвоено в 1937 году. Пилот-аэронавт 1-го класса.
Участник Великой Отечественной войны, работал на ряде фронтов по указаниям командующих ВВС РККА.
в 1947—1950 годах руководил учебным отделом Военно-воздушной академии, в 1949—1953 годах являлся заместителем начальника академии по учебной и научной работе. Вышел в отставку в 1961 году в звании генерал-майора.
Умер в 1976 году.

## Награды
- В 1930 году был награждён золотыми часами ВЦИК[3].
- Был награждён награждён орденом Святого Георгия (Российская империя), а также советскими наградами: орденами Ленина (дважды), Красного Знамени (дважды), Красной Звезды (дважды), а также медалями, в числе которых медаль «20 лет РККА»[1].
- Заслуженный деятель науки и техники РСФСР (1957)[1].